# Marstadter See
Der Marstadter See wurde bereits vor mehreren Jahrhunderten südöstlich des Lauda-Königshofener Weilers Marstadt angelegt. 

## Lage
Der 1,9 ha große Marstadter See liegt in der Teilgemarkung Messelhausen der Stadt Lauda-Königshofen auf etwa 315 m ü. NHN in einer Bucht des Waldes Jungholz etwa einen halben Kilometer südöstlich des Weilers Marstadt. Ihm entfließt nordwärts der etwa fünf Kilometer lange Wurmgraben, der zunächst den Marstadter und dann den Zimmerer Grund durchläuft, bevor er von links in den Wittigbach mündet, der wiederum über die Grünbach zur Tauber bei Gerlachsheim entwässert.
In den See ragt von Südwesten her eine baumbestandene Landzunge mit einem Gebäude nahe der Spitze und einem Steg in Richtung Seemitte. Im westlichen Teil liegt eine kleine Bauminsel. Am Zu- und am Abfluss liegt jeweils ein kleines Feuchtgebiet.
Direkt nördlich des Sees liegt das Flächenhafte Naturdenkmal Feuchtbiotop am Marstadter See Beim Jungholz mit der Schutzgebiets-Nr. 81281390056.

## Geschichte
Der See wurde bereits vor mehreren Jahrhunderten angelegt. Eine genaue Datierung ist nicht möglich.
1973 gründete sich ein Verein, welcher den See wieder herstellte, der zu verlanden drohte. Daneben verschrieb sich der Verein der Aufgabe, den Marstadter See dauerhaft zu erhalten sowie seine Tier- und Pflanzenwelt zu schützen und zu pflegen. Bis zum Jahre 1978 wurde rund um den Marstadter See ein Naherholungsgebiet angelegt. 2014 kam es zu einer umfassenden Reparatur des Seedammes.

## Nutzung

### Naherholungsgebiet und Sportfischen
Der Marstadter See dient als Naherholungsgebiet und wird daneben zum Zwecke des Sportfischens benutzt.

### Regelmäßige Veranstaltungen
Jährlich fand das Maifischen mit Festbetrieb und am ersten Wochenende im August die Marstadter Seenacht statt. Im Jahr 2017 wurde bekannt gegeben, dass es kein Maifischen und keine Marstadter Seenacht mehr geben wird.